# Il duro lavoro di Musubu
Il duro lavoro di Musubu (あそこではたらくムスブさん?, Asoko de hataraku Musubu-san, lett. "Musubu, la ragazza che lavora qui") è un manga di Taishi Mori serializzato sulla rivista Monthly Shōnen Sunday di Shōgakukan dal 10 novembre 2017 al 10 gennaio 2025. In Italia l'opera è distribuita da Star Comics.

## Trama
Sagami Gouro è un giovane di 24 anni il quale inizia a lavorare presso l'Industria Shounan Gum SA. Sul luogo del lavoro Sagami incontra la ricercatrice Musubu, una donna che lavora nel laboratorio di sviluppo dell'assistenza medica. Il primo incontro fra i due non sarà esattamente quello atteso.

## Manga
La serie, scritta e disegnata da Taishi Mori, è stata serializzata dal 10 novembre 2017 al 10 gennaio 2025 nella rivista Monthly Shōnen Sunday di Shōgakukan. Il manga è stato poi raccolto in 7 volumi tankōbon, con il primo volume pubblicato il 12 ottobre 2018 e l'ultimo il 12 febbraio 2025. In Italia, la serie è pubblicata da Star Comics nella collana Wonder a partire dal 7 dicembre 2021.
| 1 | 12 ottobre 2018 | ISBN 978-4-09-128629-1 | 7 dicembre 2021  | ISBN 978-88-226-2860-2 |
| 1 | Capitoli - 1. Potrebbe provare a usarlo, per favore? (使ってみてください?, Tsukatte mite kudasai) - 2. L'ha utilizzato? (ご使用されました??, Goshiyō sa remashita?) - 3. Infilarlo due volte è una regola fondamentale (2度づけが基本です?, 2-dozuke ga kihondesu) - 4. Mi chiamo Kondo (コンドウですけど?, Kondō desu kedo) - 5. Potremmo provarne uno insieme... (試してみますか??, Tameshite mimasu ka?) - 6. No, non ho impegni particolari (特に予定はありませんが?, Tokuni yotei wa arimasenga) - 7. Se le va (もし良かったら?, Moshi yokattara) - 8. Dico sul serio (本当ですよ?, Hontōdesu yo) - 9. Per le donne (女性のための?, Josei no tame no) - 10. Se trova il modo di liberarsi (ご都合 合いそうでしたら?, Gotsugō ai-sōdeshitara) - 11. È molto che aspetta? (待ちましたか??, Machimashita ka?) - 12. Non saprei (わかりません?, Wakarimasen) |                        |                  |                        |
| 2 | 12 novembre 2019 | ISBN 978-4-09-129466-1 | 9 febbraio 2022  | ISBN 978-88-226-2956-2 |
| 2 | Capitoli - 13. Se le va bene anche uno come me (僕なんかで良かったら?, Boku nankade yokattara) - 14. Qualcuno di simpatico (誰かいい人?, Dare ka īhito) - 15. Si mette dentro parecchia roba (色々くわえます?, Iroiro kuwaemasu) - 16. Una piccola pausa (ちょっと一息?, Chotto hitoiki) - 17. Il senso della distanza (距離感?, Kyori-kan) - 18. Ne sono lieto (本望です。?, Honmō desu.) - 19. Indagine di mercato (市場調査です。?, Ichiba chōsa desu.) - 20. Scelga pure quello che preferisce (どちらかどうぞ。?, Dochira ka dōzo.) - 21. Fa' attenzione (気をつけてな。?, Kiwotsukete na.) - 22. A proposito (そういえば…?, Sō ieba…) - 23. Qualcosa di non facile da dire (言いにくいコト?, Ii nikui koto) - 24. Gli scherzi del destino (運命の悪戯?, Unmei no itazura)                                                                               |                        |                  |                        |
| 3 | 11 dicembre 2020 | ISBN 978-4-09-850347-6 | 6 aprile 2022    | ISBN 978-882-263070-4  |
| 3 | Capitoli - 25. "E adesso... che facciamo...?" (「このあと…どうしますか…?」?, `Kono ato…-dōshimasu ka…?') - 26. Mi fermerò a dormire. (泊めてもらいます。?, Tomete moraimasu.) - 27. Sono soltanto io (オレの方だけ?, Ore no kata dake) - 28. Ancora un po' (もう少しだけ?, Mō sukoshi dake) - 29. Approfitterò della sua gentilezza (お言葉に甘えて?, Okotobaniamaete) - 30. Posso? (お借りします?, Okarishimasu) - 31. Qualcuno che le piace (好きな人?, Sukinahito) - 32. Midnight (ミッドナイト?, Middo Naito) - 33. Daybreak (daybreak?) - 34. Confessione (告白?, Kokuhaku) - 35. Modi di esprimersi (いいかた?, Īkata) - 36. Salve. (お疲れ様です。?, Otsukaresama desu.) |                        |                  |                        |
| 4 | 10 dicembre 2021 | ISBN 978-4-09-850846-4 | 8 giugno 2022    | ISBN 978-88-226-3255-5 |
| 4 | Capitoli - 37. Lavoro (シゴト?, Shigoto) - 38. Una persona gentile (親切な人?, Shinsetsuna hito) - 39. Presa di coscienza (意識?, Ishiki) - 40. Dinner (dinner?) - 41. La rosa e la manettia (バラとマネッティア?, Bara to manettia) - 42. Istinto? (本能??, Hon'nō?) - 43. Discorsi intimi (濃い話?, Koi hanashi) - 44. Plan (Plan?) - 45. Una cena informale (懇親会?, Konshin-kai) - 46. Assist (Assist?) - 47. 0,01 mm (0.01mm?) |                        |                  |                        |
| 5 | 12 dicembre 2022 | ISBN 978-4-09-851440-3 | 6 dicembre 2023  | ISBN 978-88-226-4401-5 |
| 5 | Capitoli - 48. (虹彩?, Kōsai) - 49. (BED?) - 50. (お邪魔します?, Ojamashimasu) - 51. (温度?, Ondo) - 52. (デート?, Dēto) - 53. (雨、メランコリー?, Ame, Merankorī) - 54. (言い伝え?, Iitsutae) - 55. (帰り道?, Kaerimichi) - 56. (匂い?, Nioi) - 57. (違和感?, Iwakan) - 58. (lust for you?) |                        |                  |                        |
| 6 | 12 dicembre 2023 | ISBN 978-4-09-853042-7 | 10 dicembre 2024 | ISBN 978-88-226-5355-0 |
| 6 | Capitoli - 59. (社内恋愛?, Shanai ren'ai) - 60. (詳しく聞こうか?, Kuwashiku kikou ka) - 61. (ダメかな…??, Dame kana...?) - 62. (ウケる！?, Ukeru!) - 63. (試してるんですか？?, Tameshi teru ndesu ka?) - 64. (今度…?, Kondo...) - 65. (勝負ドコロ?, Shōbu dokoro) - 66. (試着会です?, Shichaku-kaidesu) - 67. (違うんですよ？?, Chigau ndesu yo?) - 68. (ヤバい…?, Yabai…) - 69. (一緒に…?, Issho ni...) |                        |                  |                        |
| 7 | 12 febbraio 2025 | ISBN 978-4-09-853854-6 | 18 novembre 2025 | ISBN 978-88-226-6335-1 |
| 7 | Capitoli - 70. (入っていいですか？?, Haitte īdesu ka?) - 71. (伝えたいこと?, Tsutaetai koto) - 72. (好きです！?, Suki desu!) - 73. (大好きです‼︎?, Daisuki desu!!) - 74. (どうすれば?, Dōsureba) - 75. (その時?, Sonotoki) - 76. (自分もです。?, Jibun mo desu.) - 77. (ムスブさんが…?, Musubu-san ga...) - 78. (止まりません?, Tomarimasen) - 79. (情けなくて?, Nasakenakute) - 80. (もう一度?, Mōichido) - 81. (これからも?, Korekara mo) - 82. (どんな感じでした??, Don'na kanji deshita?) |                        |                  |                        |

## Accoglienza
Nel 2020, il manga è stato uno dei 50 candidati al 6° Next Manga Award. Nell'edizione 2023 era al decimo posto nella stessa categoria.